# Frank Gray (Physiker)
Frank Gray (* 13. September 1887 in Alpine, Indiana; † 23. Mai 1969) war ein US-amerikanischer Physiker und Forscher der Bell Laboratories, der ursprünglichen Entwicklungsabteilung der Bell Telephone Company, die 1876 von Alexander Graham Bell gegründet worden war. Zwischen 1925 und 1955 trug er stark zur Entwicklung der Telekommunikation sowie des Fernsehens bei. Die wohl heute bekannteste Entdeckung Grays ist der nach ihm benannte Gray-Code, der unter anderem als Kodierungsverfahren zur Übertragung digitaler Größen über analoge Signalwege dient und außerdem in der Mathematik verwendet wird. Gray ließ sich diese schon vorher bekannte Codierungsmöglichkeit 1953 in den USA patentieren.

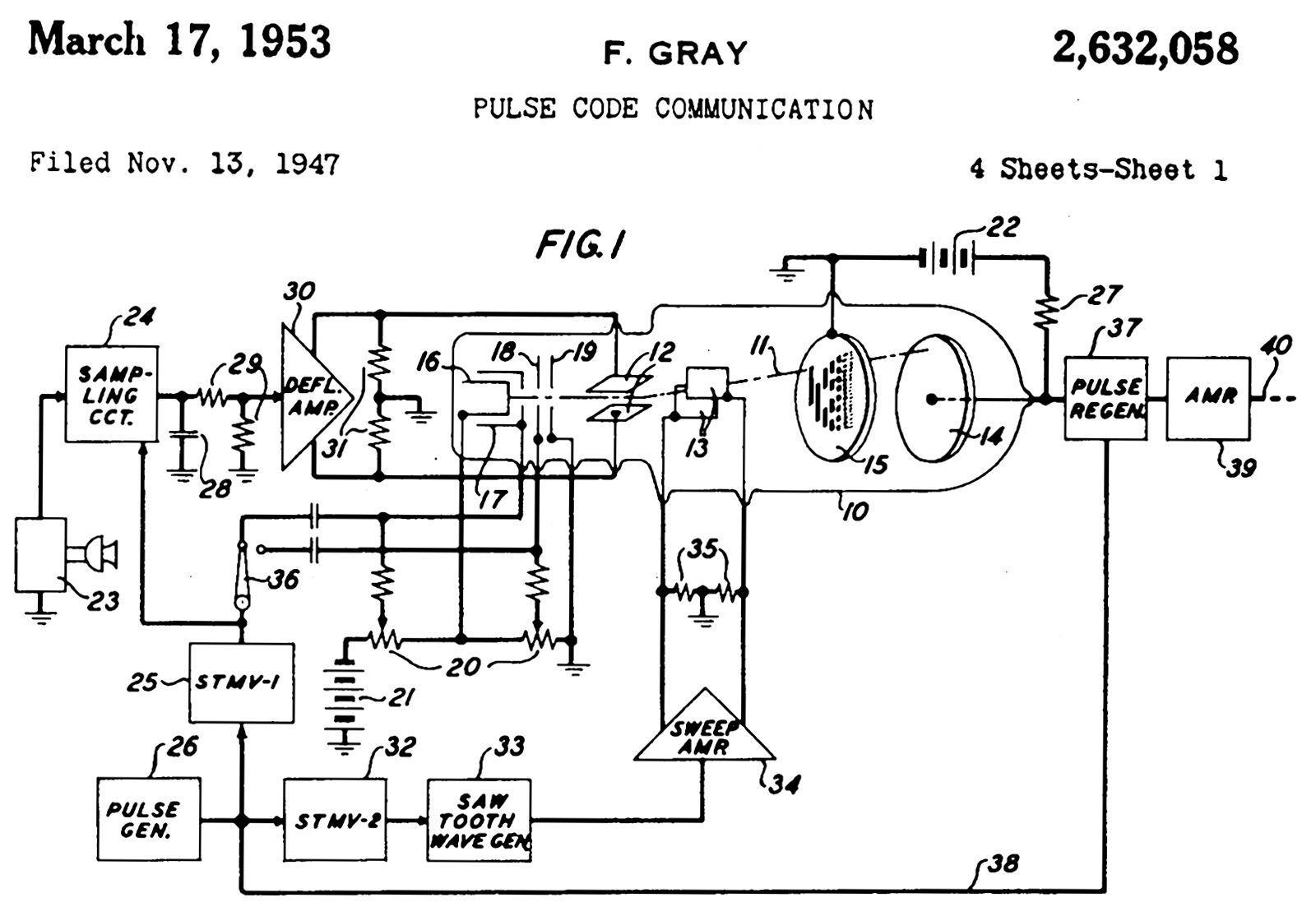
Abbildung der „PCM-Röhre“ aus der Patentschrift.

Die erste bedeutende, durch Gray verfasste wissenschaftliche Schrift war 1927 ein Vorschlag zur Verwendung einer Art Flying-Spot-Abtaster bei Fernsehkameras Hierbei wird eine besondere Bildröhre verwendet, auf der sich ein Lichtpunkt im Fernsehraster bewegt. Dieser Lichtpunkt durchleuchtet das Filmbild und wird auf eine Fotozelle gelenkt, wo dann ein zeilenweises Abbild der Helligkeits- und Farbinformation des Filmbildes entsteht. Drei Jahre später führten weitere Forschungen zur Entwicklung eines zweiwegigen mechanischen Abtastsystems.
Mit Herbert Ives reichte er 1927 zwei weitere Patente zu „elektro-optischen Systemen“ sowie „elektro-optischer Übertragung“ ein, die  1930 bzw. 1936 anerkannt wurden.
Gemeinsam mit Pierre Mertz schrieb Gray 1934 einen bekannten und beachteten Aufsatz über die Mathematik des Rasterverfahrens. Später trug er zu den Anfängen der „Digitalen Revolution“ bei, indem er, zusammen mit Raymond Sears, William Goodall, John Robinson Pierce und weiteren Mitarbeitern der Bell Labs, den Binärcode, der von Sears in seiner PCM-Röhre benutzt wurde, lieferte.